# Cantó de Marsella Verduron
El cantó de Marsella Verduron  és un cantó francès del departament de les Boques del Roine, situat al districte de Marsella. És format per part del municipi de Marsella.

## Municipis
Aplega els següents barris de Marsella:
- L'Estaque
- Les Riaux
- Verduron
- Saint-Antoine
- La Viste
- Saint-André
- Saint-Henri
- Saint-Louis
- La Calade
- Consolat
- Campagne Lévêque
- Nord litoral (Pla d'Aou, La Bricarde, La Castellane)

| Data d'elecció                           | Identitat      | Partit | Qualitat |
| ---------------------------------------- | -------------- | ------ | -------- |
| 1970-1994                                | André Millo    | PCF    |          |
| 1994-2001                                | Roland Joly    | PCF    |          |
| 2001-                                    | Henri Jibrayel | PS     |          |
| les dades anteriors no són pas conegudes |                |        |          |